# Гормон роста
Соматотропи́н, также соматропи́н, соматотро́пный гормо́н, СТГ, «гормо́н ро́ста» — один из гормонов передней доли гипофиза. Относится к семейству полипептидных гормонов, в которое входят также пролактин и плацентарный лактоген.

## Гены гормона роста и его изоформы
Пять генов гормона роста расположены в соседних локусах хромосомы 17, имеют высокую степень гомологии и, видимо, возникли в результате дупликации предкового гена. Два из них дают две основные изоформы гормона роста, одна из которых синтезируется в основном в гипофизе, а другая — в клетках синцитиотрофобласта плаценты. Альтернативный сплайсинг увеличивает число изоформ и предполагает возможность их специализации в воздействии на разные ткани. В крови присутствуют несколько изоформ, основная из которых содержит 191 аминокислоту и имеет молекулярную массу 22124 г/моль.

## Действие гормона роста на органы и ткани
Гормоном роста соматотропин называют за то, что у детей и подростков, а также молодых людей с ещё не закрывшимися зонами роста в костях он вызывает выраженное ускорение линейного (в длину) роста, в основном за счёт роста длинных трубчатых костей конечностей. Соматотропин оказывает мощное анаболическое и антикатаболическое действие, усиливает синтез белка и тормозит его распад, а также способствует снижению отложения подкожного жира, усилению сгорания жира и увеличению соотношения мышечной массы к жировой. Кроме того, соматотропин принимает участие в регуляции углеводного обмена — он вызывает выраженное повышение уровня глюкозы в крови и является одним из контринсулярных гормонов, антагонистов инсулина по действию на углеводный обмен. Описано также его действие на островковые клетки поджелудочной железы, иммуностимулирующий эффект, усиление поглощения кальция костной тканью и др. Многие эффекты гормон роста вызывает непосредственно, но значительная часть его эффектов опосредуется инсулиноподобными факторами роста, главным образом IGF-1 (ранее его называли соматомедином С), который вырабатывается под действием гормона роста в печени и стимулирует рост большинства внутренних органов. Дополнительные количества IGF-1 (англ. Insulin–like growth factor) синтезируются в тканях-мишенях.

## Рецептор гормона роста и механизм его действия
Рецептор гормона роста — трансмембранный белок, относящийся к суперсемейству рецепторов с тирозинкиназной активностью. Согласно данным большинства исследователей, при взаимодействии с одной молекулой гормона происходит  объединение двух молекул рецептора (димеризация), после чего рецептор активируется, и его внутриклеточный домен фосфорилирует сам рецептор и основной белок-мишень — янус-киназу (JAK-2). Дальнейшая передача сигнала идёт несколькими путями.
Основной путь — через белки STAT[уточнить] янус-киназа активирует транскрипцию ряда генов, через белок IRS (субстрат инсулинового рецептора) осуществляется влияние на транспорт глюкозы в клетки и другое.
JAK-2 может также непосредственно активировать другие рецепторы, например рецептор эпидермального фактора роста, чем, видимо, объясняется митогенное действие гормона роста.

## Секреция гормона роста

### Суточные ритмы секреции
Секреция гормона роста, как и многих других гормонов, происходит периодически и имеет несколько пиков в течение суток (обычно пик секреции наступает через каждые 3-5 часов). Наиболее высокий и предсказуемый пик наблюдается ночью, примерно через час-два после засыпания.

### Возрастные изменения секреции
Наибольшая концентрация соматотропина в плазме крови — 4-6 месяц внутриутробного развития. Она примерно в 100 раз выше, чем у взрослого. Затем секреция постепенно понижается с возрастом. Она минимальна у пожилых и стариков, у которых снижается как базовый уровень, так и частота и амплитуда пиков секреции. Базовый уровень гормона роста максимален в раннем детстве, амплитуда пиков секреции максимальна у подростков в период интенсивного линейного роста и полового созревания.

### Концентрация в крови
Базовая концентрация гормона роста в крови составляет 1-5 нг/мл, во время пиков может повышаться до 10-20 и даже 45 нг/мл. Большая часть циркулирующего в крови гормона роста связана с транспортным белком гормона роста (англ. growth hormone binding protein, GHBP), который представляет собой частичный транскрипт того же гена, который кодирует рецептор гормона

## Регуляция секреции гормона роста
Главные регуляторы секреции гормона роста — пептидные гормоны гипоталамуса (соматостатин и соматолиберин), которые выделяются нейросекреторными клетками гипоталамуса в портальные вены гипофиза и действуют непосредственно на соматоМтропы. Однако на баланс этих гормонов и на секрецию гормона роста влияет множество физиологических факторов.
Стимулируют секрецию гормона роста:
- соматолиберин
- грелин
- сон
- физические упражнения
- потребление определённых аминокислот (аргинин, орнитин, лизин, глутамин)
- эстрогены
- гипогликемия
- глюкокортикоиды
- тиреоидные гормоны

При гипогликемии уровень соматотропина в крови резко повышается — это один из естественных физиологических механизмов быстрой коррекции гипогликемии.
Подавляют секрецию гормона роста:
- соматостатин
- высокая концентрация гормона роста и инсулиноподобного фактора роста IGF-1 в плазме крови (действие по принципу отрицательной обратной связи на гипоталамус и переднюю долю гипофиза)
- гипергликемия
- высокое содержание свободных жирных кислот в плазме крови

Сами по себе андрогены на секрецию гормона роста никак не влияют.
На секрецию гормона роста влияют также некоторые ксенобиотики.

## Взаимодействие с другими гормонами
Для проявления анаболического действия соматотропина на синтез белка и линейный рост организма присутствие инсулина необходимо — в отсутствие инсулина или при его пониженном уровне соматотропин не оказывает анаболического действия. В отношении синтеза белка соматотропин и инсулин действуют не антагонистично, как на углеводный обмен, а синергично. По-видимому, именно отсутствием или недостаточностью усиливающего действия инсулина на чувствительность клеток к анаболическому эффекту соматотропина объясняется плохой линейный рост и отставание в физическом развитии детей с диабетом I типа, особенно заметное при недостаточности дозы инсулина (недостаточной компенсации диабета).
Для проявления анаболического и жиросжигающего действия соматотропина на клетки необходимо, кроме того, присутствие половых гормонов и гормонов щитовидной железы. Это объясняет задержку линейного роста и отставание физического развития детей и подростков с гипогонадизмом (недостаточностью половых гормонов) и с гипотиреозом (недостаточностью щитовидной железы).
Антагонистическое действие по отношению к влиянию соматотропина на синтез белка, сгорание жира и на линейный рост оказывают глюкокортикоиды, в частности кортизол.

## Действие гормона роста наголовной мозг
Соматотропин оказывает модулирующее действие на некоторые функции ЦНС, являясь не только эндокринным гормоном, но и нейропептидом, то есть медиаторным белком, принимающим участие в регуляции деятельности ЦНС. По некоторым данным, гормон роста может преодолевать гемато-энцефалический барьер. Показано, что гормон роста вырабатывается и внутри мозга, в гиппокампе. Его уровень в гиппокампе растёт у самок при повышении уровня эстрогенов в крови, у самок и самцов растёт при остром стрессе и понижается при повышении уровня IGF-1 (который также вырабатывается в мозге). Рецепторы гормона роста обнаружены в различных отделах головного мозга и в спинном мозге. Показано, что «пульсирующий» ритм секреции гормона роста регулируется специальным пептидом, GHRP, рецепторы к которому имеются в гипоталамусе и гиппокампе. В целом предполагается участие гормона роста в процессах обучения (подтверждённые опытами на грызунах) и регуляции гомеостаза, в том числе потребления пищи.

## Гормон роста истарение
В результате предварительных исследований на пожилых людях, проведённых в начале 1990-х гг., возникло впечатление, что введение экзогенного гормона роста может замедлять старение и улучшать физическое состояние пожилых людей. Эти данные были раздуты журналистами и рекламой.
Позднее эти данные были дополнены результатами исследования на мышах, которые показали, что при пониженном содержании гормона роста или пониженной чувствительности клеток к нему, а также при пониженной концентрации IGF-1 в период эмбрионального развития продолжительность жизни существенно понижается.

## Патологии, связанные с гормоном роста

### Избыток
У взрослых патологическое повышение уровня соматотропина или длительное введение экзогенного соматотропина в дозах, характерных для растущего организма, приводит к утолщению костей и огрублению черт лица, увеличению размеров языка — макроглосии. Сопутствующие осложнения — сдавливание нервов (туннельный синдром), уменьшение силы мышц, повышение инсулиноустойчивости тканей. Обычная причина акромегалии — аденома передней доли гипофиза. Обычно аденомы возникают в зрелом возрасте, но при редких случаях их возникновения в детстве наблюдается гипофизарный гигантизм.

### Недостаток
Недостаток гормона роста в детском возрасте связан в основном с генетическими дефектами и вызывает задержку роста — гипофизарный нанизм,— а иногда также полового созревания. Задержки умственного развития, видимо, наблюдаются при полигормонной недостаточности, связанной с недоразвитием гипофиза. Во взрослом возрасте дефицит гормона роста вызывает усиленное отложение жира на теле. Выявлены гены HESX1 и LHX3, которые контролируют развитие гипофиза и различных структур переднего мозга, а также ген PROP1, контролирующий созревание клеток передней доли гипофиза. Мутации этих генов приводят к нехватке гормона роста или полигормонной недостаточности.
Мутации гена рецептора гормона роста с потерей функции приводят к развитию синдрома Ларона. Признаки заболевания — резкое замедление роста (пропорциональный нанизм), уменьшенные размеры лицевой части черепа и некоторые другие отклонения. Больные характеризуются высокой концентрацией гормона роста, но очень низким содержанием IGF-1 в плазме крови. Это редкое рецессивно-аутосомное заболевание встречается в основном среди средиземноморских народов и в Эквадоре.

## Терапевтическое использование гормона роста

### Использование в лечении нарушений роста у детей
Стимулирование роста путём ежедневного введения экстракта гипофиза.
В чистом виде гормон был выделен только в 1970-е гг., сначала из гипофиза быка, затем лошади и человека. Гормональная терапия должна проводиться насколько возможно раньше и по крайней мере до конца полового созревания. На сегодня это наиболее эффективный метод лечения гипофизарной карликовости. Препараты: соматрогон.

### Использование для лечения нервных расстройств
В некоторых работах показано, что соматотропин улучшает память и познавательные функции, особенно у больных с гипофизарным нанизмом (недостаточностью соматотропной функции гипофиза), и что введение соматотропина может улучшать настроение и самочувствие больных с низким уровнем соматотропина в крови — не только больных с клинически выраженным гипофизарным нанизмом, но и, например, депрессивных больных. Вместе с тем чрезмерно высокий уровень соматотропина в крови, наблюдаемый при акромегалии, также вызывает депрессию и другие нарушения деятельности ЦНС. В то же время данные о влиянии гормона роста на познавательные функции человека противоречивы.

### Использование для профилактики старческих заболеваний
В 1990 году появилась статья, в которой на 12 пожилых людях было показано , что длительное (в течение 6 месяцев) введение в кровь гормона роста привело к увеличению массы мышц, снижению массы жировой ткани и усилению минерализации и повышению плотности костной ткани. Дальнейшие более масштабные и аккуратные (с использованием двойного слепого метода) исследования подтвердили снижение массы жировой ткани и увеличение массы мышц и не подтвердили увеличение плотности костной ткани. При этом оказалось, что сила мышц не увеличилась, а рост мышечной массы, видимо, был связан с удержанием в организме большего количества жидкости. Наблюдались также многочисленные побочные эффекты (повышение артериального давления, гипергликемия и др).
Ввиду того что гормональное действие соматотропина на организм (повышение уровня глюкозы крови, развитие акромегалоидного строения скелета) препятствует его длительному применению в качестве ноотропа, предпринимаются попытки синтезировать полипептид, который бы обладал сродством к соматотропиновым рецепторам ЦНС, но не обладал сродством к рецепторам этого гормона в остальном организме.

### Использование в спорте
Препараты гормона роста применялись в медицинских целях, а также в спорте, что связано с его способностью к увеличению мышечной массы и снижению жировой прослойки при активных занятиях.
В 1989 году гормон роста был официально запрещён Олимпийским комитетом, однако в последнее время продажи препарата увеличились в несколько раз. В большинстве своём гормон роста применяется спортсменами-бодибилдерами, которые комбинируют его с другими анаболическими препаратами.